# Fuchsiasläktet
Fuchsiasläktet (Fuchsia) är ett släkte i familjen dunörtsväxter, med omkring 100 arter. Släktet är uppkallat efter den tyske botanikern Leonhart Fuchs.

## Ursprung
De flesta av fuchsiasläktets arter kommer ursprungligen från Sydamerika. Några kommer från Nya Zeeland, Tahiti och Centralamerika. En art, scharlakansfuchsia, växer ända nere på Eldslandet i Sydamerikas sydligaste del. Där är klimatet kallt, men de flesta övriga arter lever i tropiskt eller subtropiskt klimat.
Scharlakasfuchsian har som prydnadsväxt importerats till Irland, där den spridit sig i stor omfattning och nu förekommer vilt växande över hela ön.

## Beskrivning
De flesta Fuchsia-arterna är buskar som blir mellan 2 decimeter och 4 meter höga. Nya Zeelands enda inhemska fuchsia, kotukutuku (Fuchsia excorticata), är ett träd som kan bli mellan 12 och 15 meter högt. Det finns både lövfällande och städsegröna fuchsior.
Blommorna är hängande och kjolliknande. De har fyra långa, smala foderblad och fyra kortare, bredare kronblad. Hos många arter är foderbladen klarröda och kronbladen lila, vilket är färger som lockar de kolibrier som pollinerar dem. Blomfärgen varierar dock beroende på art och kan vara vit, mörkröd, blålila, orange och fuchsia; en färg som påminner om magenta och har fått sitt namn efter fuchsian. Några få arter har gul blomfärg. Frukten är ett litet, 5–25 millimeter långt bär som är ätligt. Bärets färg är mörkt rödgrön till röd. Frukten innehåller ett otal mycket små frön.

## Odling

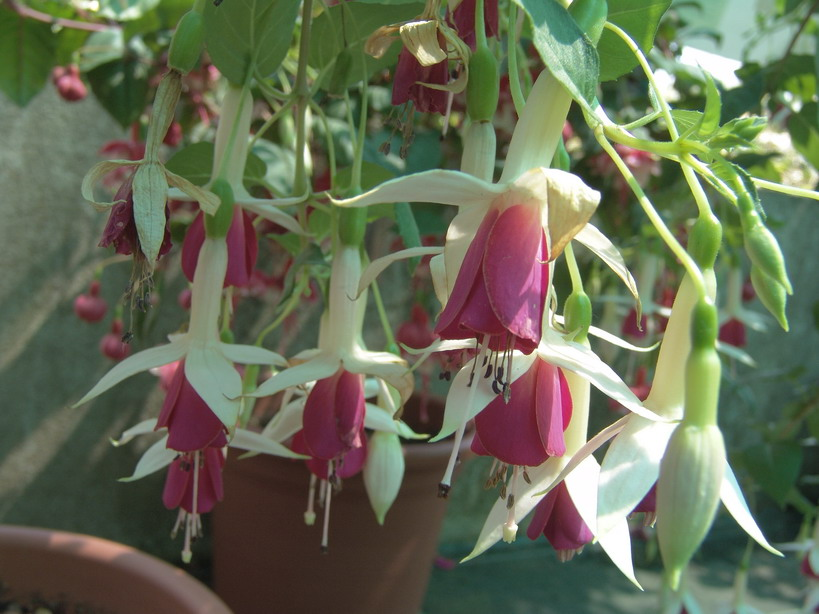
Fuchsia-hybrid 'Jeanne d'Arc'

Fuchsior är omtyckta prydnadsväxter. De flesta arter är inte frosttåliga, men i exempelvis Sverige trivs de bra utomhus under sommaren. Det finns tusentals hybrider och det är dessa som vanligen odlas som prydnadsväxter. Hybrider kan ha fler kronblad än arterna. Fuchsiahybrider måste förökas med sticklingar eftersom deras frön inte ger sortäkta avkommor.

## Bildgalleri

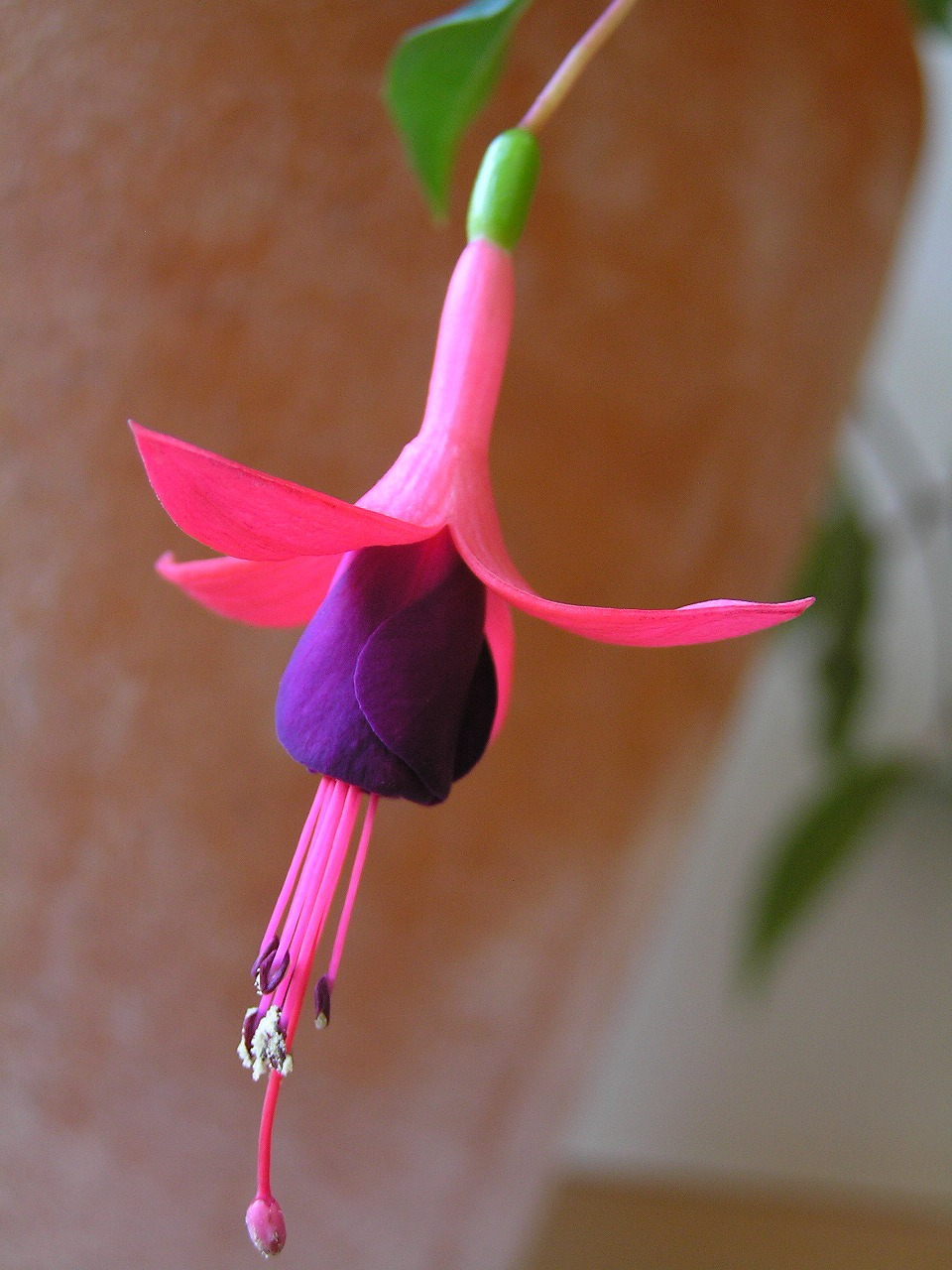
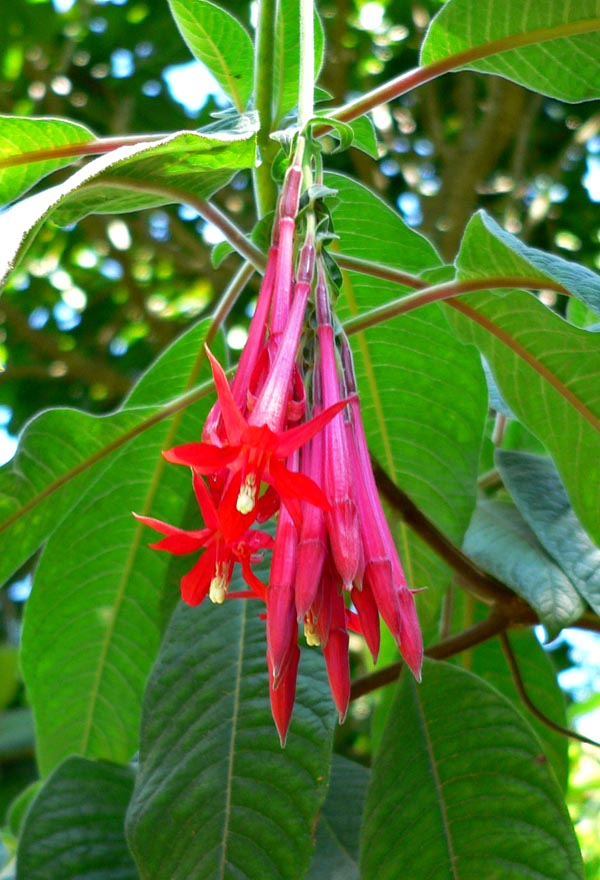
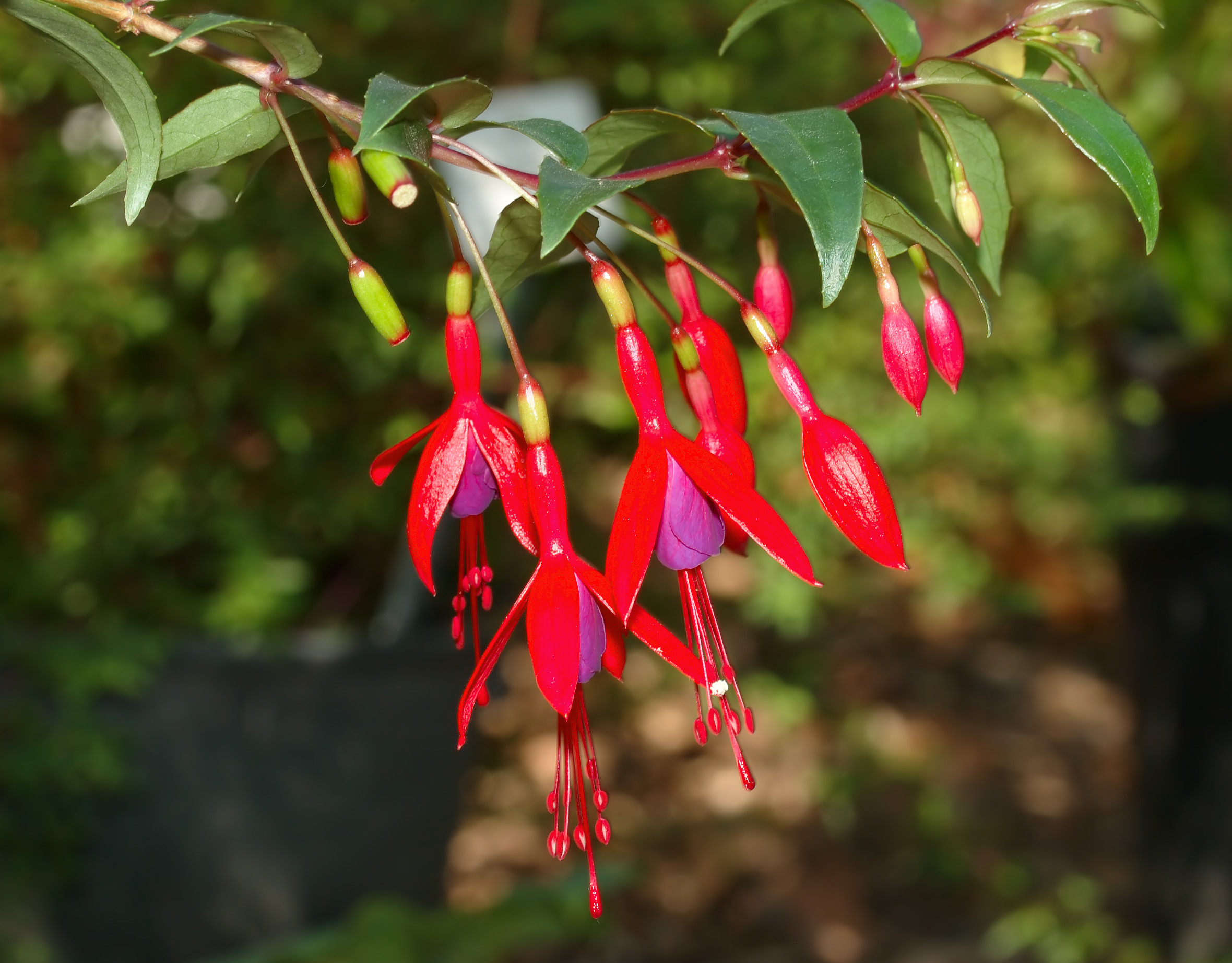
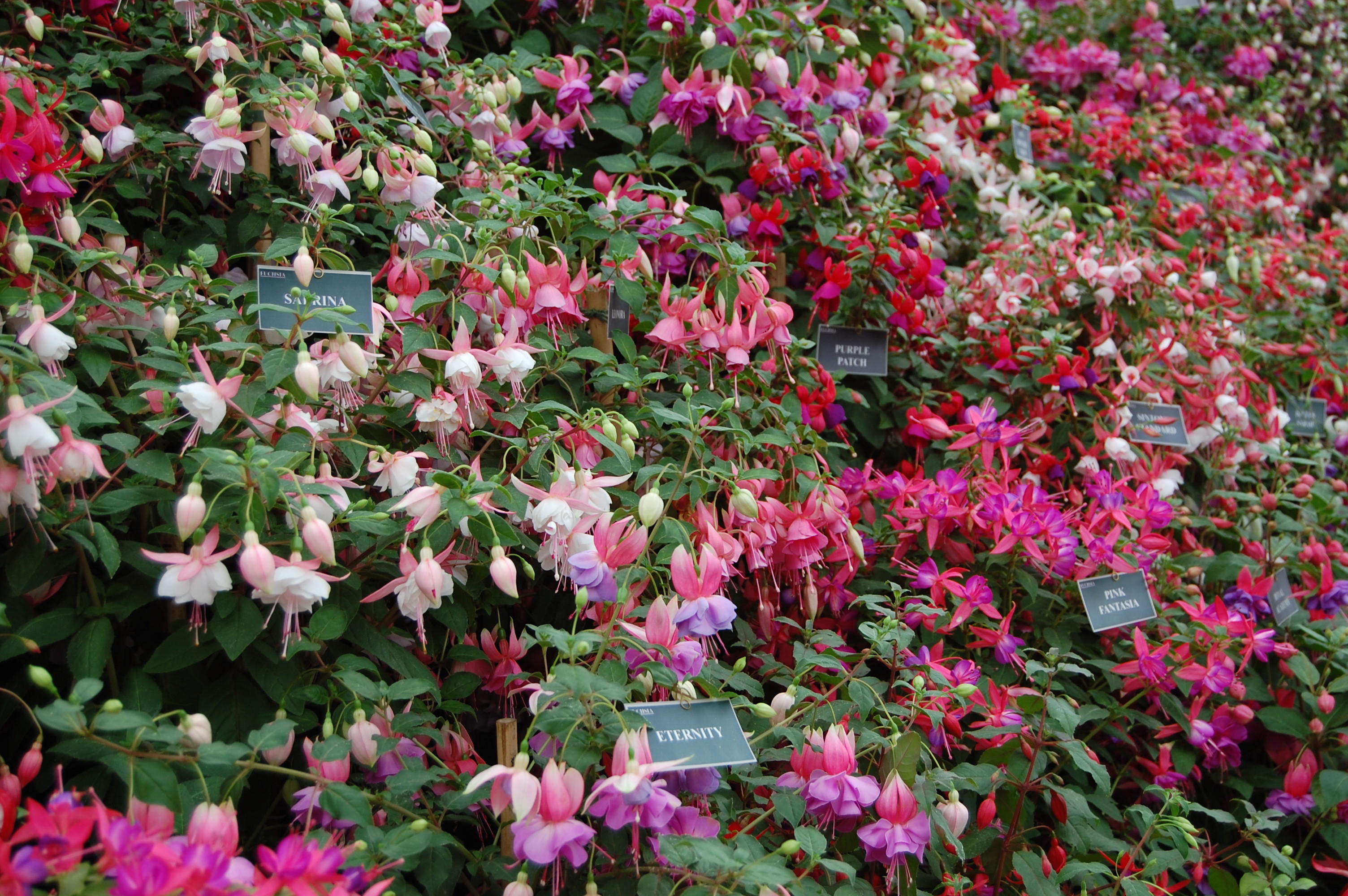
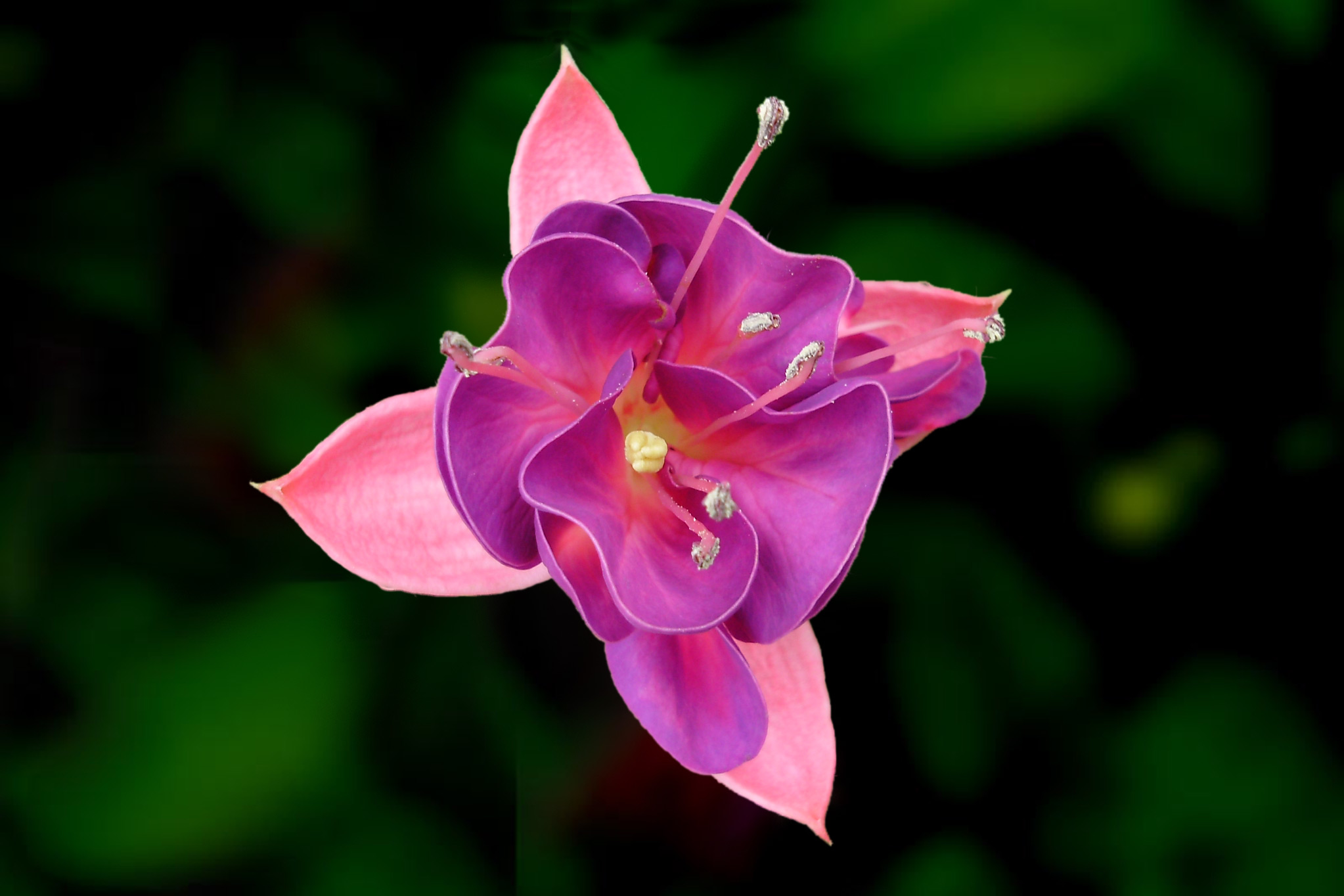
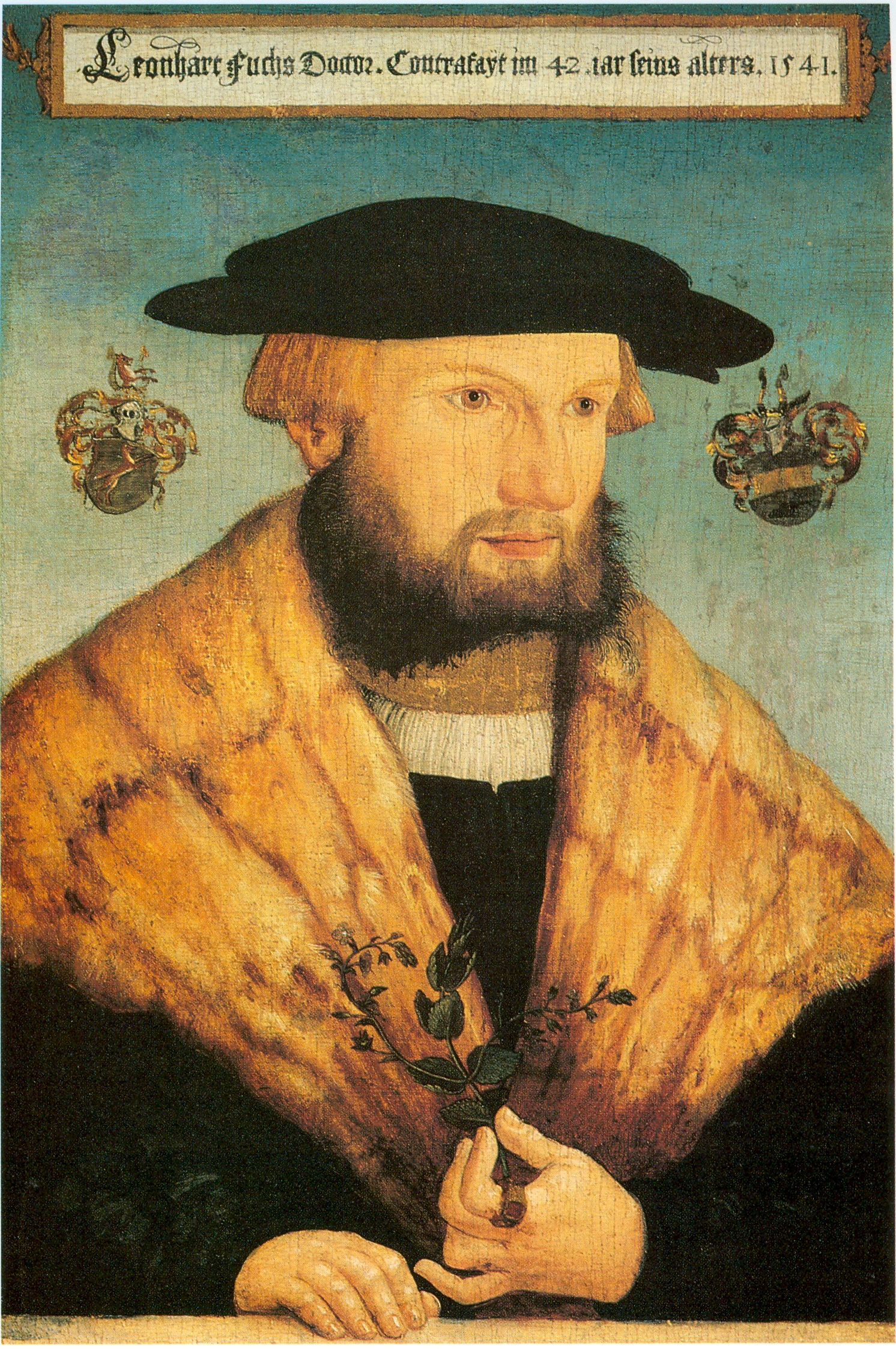

## Dottertaxa till Fuchsiasläktet, i alfabetisk ordning[1]
- Fuchsia abrupta
- Fuchsia alpestris
- Fuchsia ampliata
- Fuchsia andrei
- Fuchsia apetala
- Fuchsia aquaviridis
- Fuchsia austromontana
- Fuchsia ayavacensis
- Fuchsia boliviana
- Fuchsia bracelinae
- Fuchsia brevilobis
- Fuchsia campii
- Fuchsia campos-portoi
- Fuchsia canescens
- Fuchsia caucana
- Fuchsia ceracea
- Fuchsia cestroides
- Fuchsia chloroloba
- Fuchsia cinerea
- Fuchsia coccinea
- Fuchsia cochabambana
- Fuchsia colensoi
- Fuchsia confertifolia
- Fuchsia coracifolia
- Fuchsia corollata
- Fuchsia corymbiflora
- Fuchsia crassistipula
- Fuchsia cuatrecasasii
- Fuchsia cyrtandroides
- Fuchsia decidua
- Fuchsia decussata
- Fuchsia denticulata
- Fuchsia dependens
- Fuchsia encliandra
- Fuchsia excorticata
- Fuchsia ferreyrae
- Fuchsia fontinalis
- Fuchsia fulgens
- Fuchsia furfuracea
- Fuchsia garleppiana
- Fuchsia gehrigeri
- Fuchsia glaberrima
- Fuchsia glazioviana
- Fuchsia harlingii
- Fuchsia hartwegii
- Fuchsia hatschbachii
- Fuchsia heterotricha
- Fuchsia hirtella
- Fuchsia huanucoensis
- Fuchsia hypoleuca
- Fuchsia inflata
- Fuchsia insignis
- Fuchsia jimenezii
- Fuchsia juntasensis
- Fuchsia lehmannii
- Fuchsia llewelynii
- Fuchsia loxensis
- Fuchsia lycioides
- Fuchsia macropetala
- Fuchsia macrophylla
- Fuchsia macrostigma
- Fuchsia magdalenae
- Fuchsia magellanica
- Fuchsia mathewsii
- Fuchsia membranacea
- Fuchsia mezae
- Fuchsia microphylla
- Fuchsia nana
- Fuchsia nigricans
- Fuchsia obconica
- Fuchsia orientalis
- Fuchsia ovalis
- Fuchsia pachyrrhiza
- Fuchsia pallescens
- Fuchsia paniculata
- Fuchsia parviflora
- Fuchsia perscandens
- Fuchsia petiolaris
- Fuchsia pilaloensis
- Fuchsia pilosa
- Fuchsia polyantha
- Fuchsia pringsheimii
- Fuchsia procumbens
- Fuchsia putumayensis
- Fuchsia ravenii
- Fuchsia regia
- Fuchsia rivularis
- Fuchsia salicifolia
- Fuchsia sanctae-rosae
- Fuchsia sanmartina
- Fuchsia scabriuscula
- Fuchsia scherffiana
- Fuchsia seleriana
- Fuchsia sessilifolia
- Fuchsia simplicicaulis
- Fuchsia skutchiana
- Fuchsia splendens
- Fuchsia steyermarkii
- Fuchsia striolata
- Fuchsia summa
- Fuchsia sylvatica
- Fuchsia tacanensis
- Fuchsia thymifolia
- Fuchsia tillettiana
- Fuchsia tincta
- Fuchsia triphylla
- Fuchsia tunariensis
- Fuchsia vargasiana
- Fuchsia venusta
- Fuchsia verrucosa
- Fuchsia vulcanica
- Fuchsia wurdackii